# 氯化乙基汞
氯化乙基汞（化学式：C2H5ClHg）是剧毒的化学物质，口服-大鼠LD50为40毫克/公斤;口服-小鼠LD50为56毫克/公斤。可用作农药。遇明火、高热可燃; 遇光或热分解有毒含汞化物气体。要保证库房通风低温干燥；与氧化剂、酸类、食品添加剂分开存放。一旦起火，可用水、泡沫、砂土、二氧化碳灭火。